# Пензлик Маляна
Пензлик Маляна («Чарівна ручка Ма Ляна» або «Чарівний пензлик Ма Ляна») — казка, яку написав Хун Сюньтао, дитячий письменник і теоретик літератури з китайської провінції Чжецзян за народною легендою.
Казка описує пригоди хлопчика, якого звати Ма Лян у стародавньому Китаї до і після того, як він отримав чарівного пензлика.
Історія хлопчика і його чарівного пензлика (чарівної ручки) у Сюньтао має дві версії: коротку, опубліковану New Observation у 1955 році та довгу, яка складається з 3 частин приблизно на 100 000 слів.
Книжка «Чарівний пензлик / чарівна ручка Ма Ляна» здобула в Китаї першу премію другої Національної премії з дитячої літератури та мистецтва в 1980 році, а потім була перекладена різними мовами та розповсюджена по всьому світові.

## Сюжет казки
Бідний хлопчик Малян дуже любить малювати, але не має грошей, щоб купити навіть пензлика. Одного разу, проходячи повз школу, він бачить крізь вікно, як учитель малює картину, і звертається до  нього з проханням позичити пензлика хоча б на деякий час. Розгніваний зухвалим проханням злидаря вчитель виганяє Маляна з класу.
Хлопчик вчиться малювати гілочками на піску та пальцями по воді доки не бачить уві сні сивобородого дідуся, який дарує йому чарівного пензлика, сила якого полягає в здатності оживляти все намальоване.
Малян чарівним пензликом допомагає бідним селянам, малюючи їм потрібний для обробки землі реманент — плуги і мотики.
Звістка про незвичайного художника доходить спочатку до злого вельможі, а потім і до самого імператора. Спроба відібрати пензлика у Маляна закінчується невдачею: купи золота, намальовані імператором, перетворюються на каміння, а ряд золотих цеглин утворює величезного дракона, який мало не проковтнув імператора. 
Імператор відпускає хлопця, але хоче змусити Маляна малювати лише для нього. Малян малює на прохання імператора море і корабель, а потім вітер, який дужчає з кожним змахом чарівного пензлика і перекидає човна з  імператором та його попутниками у море.

## В мистецтві
- Ляльковий мультфільм «Чарівний пензлик» («Чарівна ручка»), що вийшов 1955 року завоював першу премію як розважальний фільм для дітей 8-12 років на 8-му Венеційському міжнародному дитячому кінофестивалі  в Італії і став класикою китайської анімації.
- За мотивами казки створено чорно-білий комікс Чжан Гуанью з однойменною назвою («Чарівна ручка Ма Лян»).
- Однойменна пісня S Wing Band 2008 року — «Magic Pen Ma Liang».
- "Волшебная кисточка" — створений у 1997 році мульфільм Валерія Угарова на студії «Кристмас Филмз»  для  британського проєкту «Казки світу».
- «Magic Pen Ma Liang»: китайський 3D-анімаційний фільм 2014 року, створений голлівудською командою за підтримки креативних технологій Disney China, який випустила China Film Film Co., Ltd., дубльований оригінальним акторським складом «Кунг-фу Панда [4]